# Gheorghe Stavrescu
Gheorghe Stavrescu (n. 8 martie 1888, Brăila, România – d. 11 ianuarie 1951, Aiud, regiunea Cluj, România) a fost un general român.
A fost decorat la 7 noiembrie 1941 cu Ordinul Militar „Mihai Viteazul”, cl. III-a „pentru bravura și destoinicia cu care și-a comandat Divizia în bătălia din jurul Odesei”.
A fost comandantul Corpului 6 teritorial al Armatei române în cel de-al doilea război mondial (în perioada 1943-1945), unitate militară pe care a condus-o în luptele din toamna anului 1944 pentru eliberarea părții de nord-vest a României (în zona Turda - Alba Iulia) și comandantul Corpului 6 armată (1945), pe care l-a condus pe frontul din Cehoslovacia. În perioada 1 iunie - 1 octombrie 1945, generalul de corp de armată Gheorghe Stavrescu a condus Armata a IV-a.
A fost decorat la 4 august 1945 cu Ordinul Militar „Mihai Viteazul” cu spade, clasa III, „pentru dârzenia și priceperea cu care și-a condus trupele de sub comanda sa, în luptele de pe Dealul Feleacului, Târnavele și Mureș, precum și în luptele dela Nord Banska-Bistrița, Munții Tatra și de pe Valea Vagului și Moraviei, unde prin măsuri luate a grăbit înfrângerea inamicului, trecerea la urmărirea și dizolvarea ultimelelor sale rezistențe”.
Generalul de corp de armată Gheorghe Stavrescu a fost trecut în cadrul disponibil la 9 august 1946, în baza legii nr. 433 din 1946, și apoi, din oficiu, în poziția de rezervă la 9 august 1947.
În 1948, Gheorghe Stavrescu a fost judecat pentru masacrul a 14000 de evrei din Iași din iunie 1941.  A fost condamnat la muncă silnică pe viață și degradare civică pentru crime de război legate de masacrul evreilor din Iași și a murit în Penitenciarul cu regim de maximă siguranță Aiud la data de 11 ianuarie 1951, fiind bolnav de TBC pulmonar.

## Decorații
- Ordinul „Coroana României” în gradul de Comandor (8 iunie 1940)[15]
- Ordinul Militar „Mihai Viteazul”, cl. III-a (7 noiembrie 1941)[5]
- Ordinul „Mihai Viteazul” cu spade, cl. a III-a (4 august 1945)[7]